# Regmaglipto
Os regmagliptos são cavidades ou rugosidades, em forma de depressão, com pouca profundidade, que se formam na superfície de certos meteoritos.

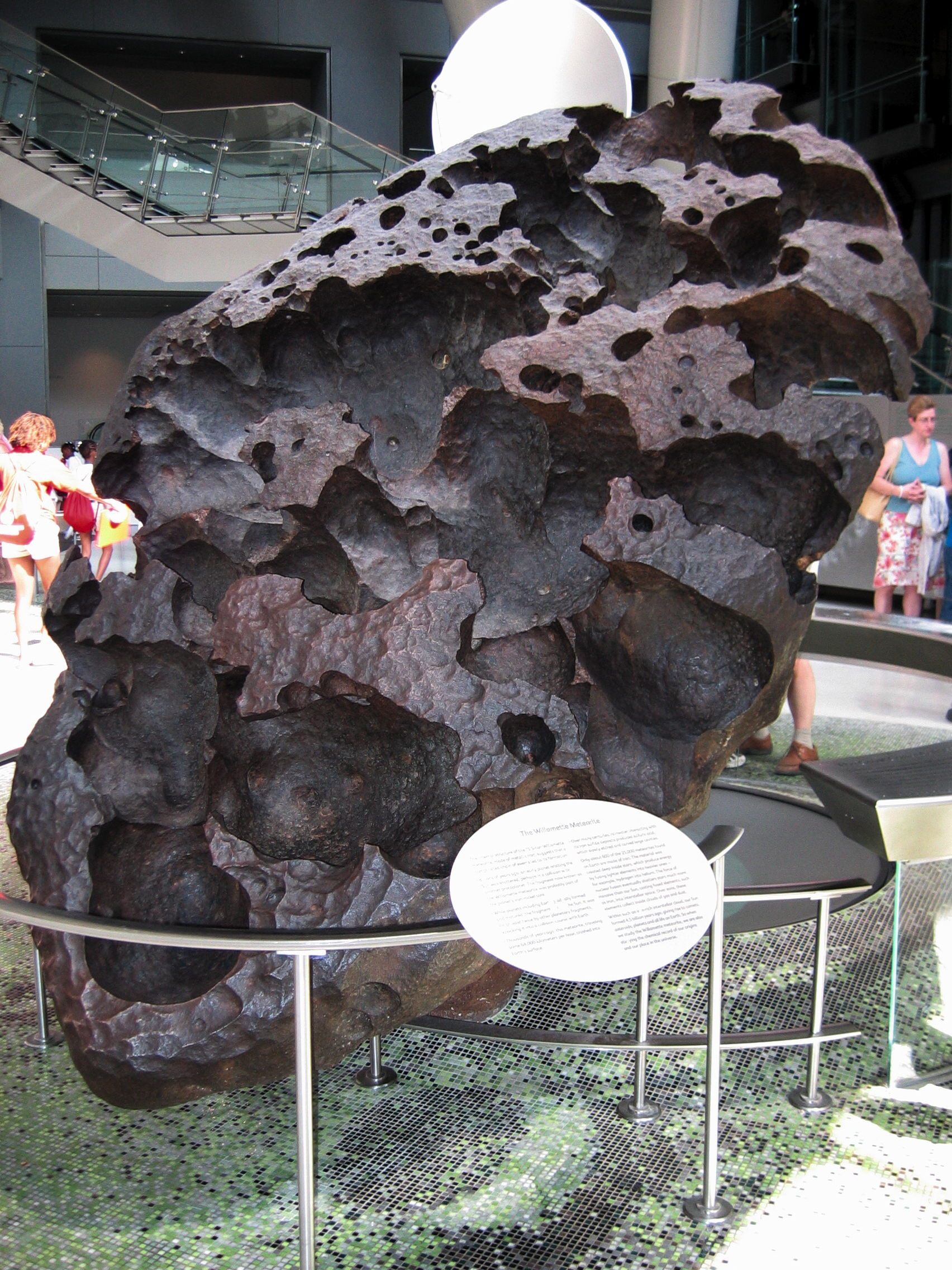
Meteorito de Willamette, inçado de regmagliptos na sua superfície

Ao entrarem na atmosfera, por mercê do aquecimento e pelo atrito gerados, as partes menos densas ou mais reactivas da superfície dos meteoritos desintegram-se, por fusão, deixando-se escarvar por pequenas covas ou depressões a que se denomina «regmagliptos».
As configurações dos regmagliptos na superfície dos meteoritos são únicas e, por isso, são por vezes alcunhadas «impressões digitais» dos meteoritos.

### Etimologia
O substantivo «regmaglipto» entra na língua portuguesa por via do inglês científico "regmaglypt", étimo este que, por seu turno, resulta da aglutinação dos étimos gregos clássicos rhēgma (ῥήγνυμι), que significa «fenda; ruptura; racha ou quebra» e glyptós (γλυπτόν), que significa «gravura; escultura».